# Margaret Mahy
Margaret Mahy ONZ (Whakatane, 21 maart 1936 – Christchurch, 23 juli 2012) was een Nieuw-Zeelandse schrijfster van kinder- en jeugdboeken. Veel van haar verhalen bevatten bovennatuurlijke elementen, maar haar schrijfstijl legt de nadruk op menselijke relaties en het volwassen worden. Ze schreef meer dan 100 prentenboeken, 40 romans en 20 verhalenbundels. Bij haar overlijden was ze een van de dertig auteurs die de tweejaarlijkse, internationale Hans Christian Andersenprijs ontvingen voor haar “blijvende bijdrage aan de kinderliteratuur”.
Mahy won tweemaal de Carnegie Medal, die jaarlijks wordt uitgereikt aan het beste kinderboek geschreven door een Brits staatsburger. Ze won deze prijs voor The Haunting (1982) en The Changeover (1984). (Tot 2012 hadden slechts zeven schrijvers tweemaal deze prijs gewonnen; niemand drie keer.) Ze werd ook eervol vermeld als runner-up voor Memory (1987). In Nederland won ze een Zilveren Griffel en een Bronzen Griffel.
Tot haar bekendste kinderboeken behoren A Lion in the Meadow, The Seven Chinese Brothers en The Man Whose Mother Was a Pirate, die in Nieuw-Zeeland als klassiekers worden beschouwd. Haar romans zijn vertaald in het Maori, Duits, Frans, Spaans, Nederlands, Noors, Deens, Zweeds, Fins, Italiaans, Japans, Catalaans en Afrikaans. Daarnaast zijn sommige verhalen ook vertaald in het Russisch, Chinees en IJslands.

## Biografie
Mahy werd in 1936 geboren als oudste van vijf kinderen en groeide op in haar geboorteplaats Whakatane. Haar vader, Francis George Mahy, was bruggenbouwer en vertelde zijn kinderen avonturenverhalen, die later haar werk zouden beïnvloeden. Haar moeder, Helen Penlington, was lerares. Mahy werd gezien als een 'langzame leerling' en had een hekel aan wiskunde. Haar eerste gepubliceerde verhaal was Harry is Bad, geschreven toen ze zeven jaar oud was. Het verscheen op de kinderpagina van de Bay of Plenty Beacon. Ze liet dit later aan schoolkinderen zien om hen te laten weten dat je op elke leeftijd verhalen kunt schrijven.

### Opleiding
Mahy ging naar de plaatselijke middelbare school, waar ze bekendstond als een getalenteerde zwemster. Ze behaalde haar Bachelor of Arts aan het Auckland University College (1952-1954) en het Canterbury University College, waar ze in 1955 afstudeerde. In 1956 volgde ze een opleiding tot bibliothecaresse aan de New Zealand Library School in Wellington.

### Persoonlijk leven
Vanaf ongeveer 1965 woonde Mahy in Governors Bay op het Banks-schiereiland in Canterbury, op het Zuidereiland van Nieuw-Zeeland. Ze was alleenstaand moeder en voedde daar haar twee dochters op. Op 62-jarige leeftijd liet ze een tatoeage zetten van een schedel met een roos tussen de tanden op haar rechterschouder. Ze deed dit als onderzoek voor een personage in een van haar boeken.
Mahy overleed op 23 juli 2012 op 76-jarige leeftijd in het Nurse Maude Hospice in St. Albans, Christchurch. In april 2012 was bij haar een ongeneeslijke tumor in haar kaak vastgesteld, waarna ze ongeveer negen dagen voor haar dood naar het hospice werd overgebracht.
Haar laatste boek, Tale of a Tail, werd postuum gepubliceerd in 2014. Het werd in opdracht geschreven van de Poolse fotograaf Tomasz Gudzowaty.

## Carrière

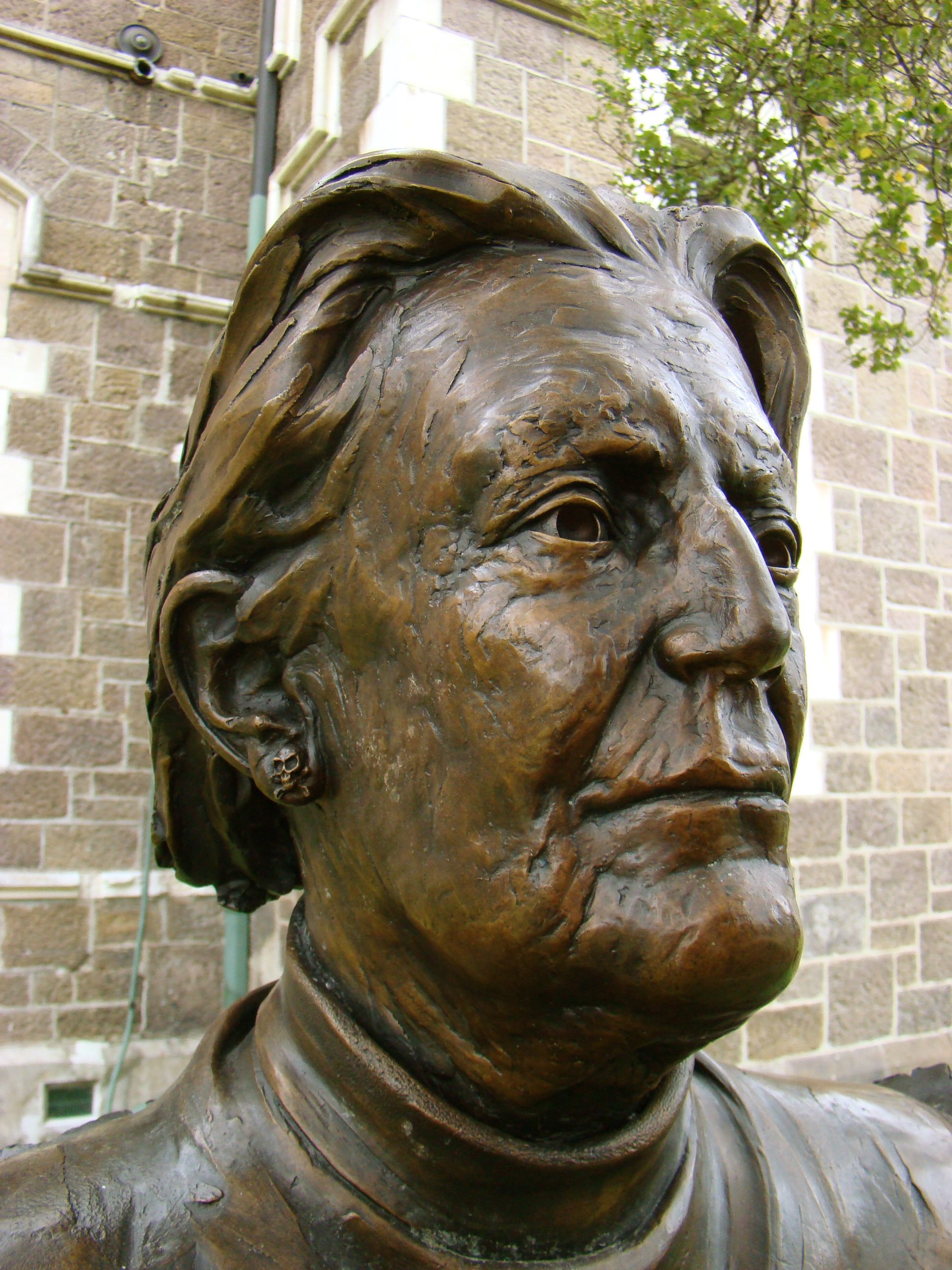
Buste van Margaret Mahy

Mahy werkte als bibliothecaresse in Petone, bij de School Library Service in Christchurch, en werd in 1976 benoemd tot Kinderbibliothecaresse bij de Canterbury Public Library. In deze periode werden veel van haar verhalen gepubliceerd in de New Zealand School Journal en haar eerste boek betekende haar internationale doorbraak. A Lion in the Meadow was oorspronkelijk een School Journal-verhaal uit 1965 en werd in 1969 uitgegeven door J.M. Dent (VK) en Franklin Watts (VS) als groot prentenboek, geïllustreerd door Jenny Williams.
In hetzelfde jaar verschenen The Dragon of an Ordinary Family bij William Heinemann Ltd en Watts, met illustraties van Helen Oxenbury, winnares van de Greenaway Medal voor het best geïllustreerde kinderboek van het jaar.
Mahy schreef verschillende fantasyromans, waaronder The Haunting en The Changeover. Vanaf 1980 werd ze fulltime schrijfster. Ze ontving talloze prijzen en onderscheidingen voor haar bijdrage aan de Nieuw-Zeelandse en internationale kinderliteratuur, waaronder een eredoctoraat van de Universiteit van Canterbury. In 1985 richtte ze de Margaret Mahy Fees Scholarship op aan dezelfde universiteit.
De Margaret Mahy Medal Award, ingesteld door de New Zealand Children’s Book Foundation in 1991, eert uitmuntendheid in kinderboeken, uitgeverij en geletterdheid.
Op 6 februari 1993 werd Mahy benoemd tot Member of the Order of New Zealand voor haar bijdrage aan de kinderliteratuur. In maart 2009 werd ze geëerd als een van de Twelve Local Heroes, met een bronzen buste bij het Christchurch Arts Centre.
In 2010 werd haar boek Kaitangata Twitch bewerkt tot een televisieserie, uitgezonden op Maori Television, met Mahy zelf in een cameo in een bibliotheekscène.

## Prijzen

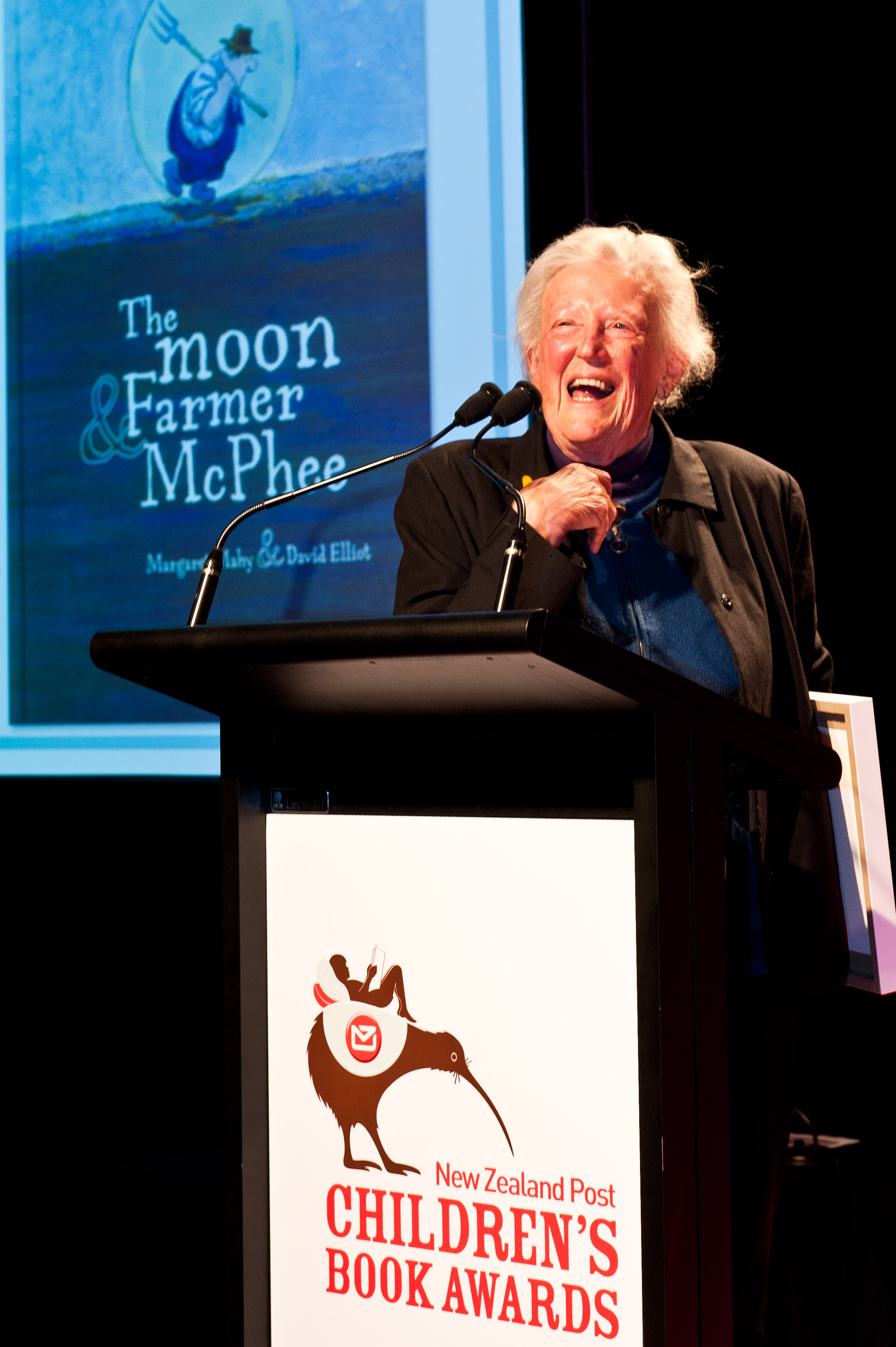
Margaret Mahy en haar winnende boek, 'The Moon & Farmer McPhee', New Zealand Post Children's Book Awards, 2011

De Hans Christian Andersenprijs, toegekend door de International Board on Books for Young People, is de hoogste internationale erkenning voor een kinderboekenschrijver of -illustrator. Mahy ontving deze prijs in 2006. Juryvoorzitter Jeffrey Garrett prees haar als een van de meest originele taalvernieuwers, wiens werk rijk is aan poëtische beelden, magie en het bovennatuurlijke. Haar oeuvre biedt een metaforisch landschap voor de ervaring van kindertijd en adolescentie, en haar rijmen en gedichten zijn wereldwijd bekend.
Mahy won de Carnegie Medal in 1982 voor The Haunting en opnieuw in 1984 voor The Changeover. In 2005 won ze de Phoenix Award voor The Catalogue of the Universe.
De naar haar vernoemde Margaret Mahy Award wordt jaarlijks uitgereikt aan een persoon die een belangrijke bijdrage heeft geleverd aan kinderboeken en geletterdheid. Mahy was de eerste ontvanger in 1991, en haar inaugurele lezing Surprising Moments zette de toon voor latere lezingen.
In 2013 werd de hoofdprijs voor jongvolwassen fictie bij de New Zealand Post Children’s Book Awards omgedoopt tot de Margaret Mahy Book of the Year Award. Datzelfde jaar werd een speeltuin in Christchurch gebouwd geïnspireerd op haar werk.

### Enkele andere onderscheidingen
- Italiaanse Premier Grafico Award voor The Wind Between the Stars, 1976
- Nederlandse Zilveren Griffel voor The Boy Who Was Followed Home (in het Nederlands vertaald als: Ze lopen gewoon met me mee ...),1978[13]
- Nederlandse Bronzen Griffel voor De grote zeerovers knalfuif (Zwijsen), 1986
- Nieuw-Zeelandse Post Children’s Book Awards voor Alchemy (beste YA-boek), 2003
- Prime Minister’s Award for Literary Achievement, 2005
- Phoenix Award, 2005 voor The Catalogue of the Universe
- Sir Julius Vogel Award, 2006 voor haar bijdrage aan sciencefiction en fantasy in Nieuw-Zeeland
- Phoenix Award, 2007 voor Memory
- Children’s Book of the Year, 2011 voor The Moon and Farmer McPhee, geschreven door Mahy en geïllustreerd door David Elliot

De Phoenix Award wordt toegekend aan het beste Engelstalige kinderboek dat bij eerste publicatie geen grote prijs won. Mahy is een van de drie auteurs die deze prijs tweemaal ontving.
- Bibsys: 90154725
- Biblioteca Nacional de España: XX1641445
- Bibliothèque nationale de France: cb119139457 (data)
- Catàleg d'autoritats de noms i títols de Catalunya: 981058616795506706
- CiNii: DA01166643
- Digitale Bibliotheek voor de Nederlandse Letteren: mahy003
- Gemeinsame Normdatei: 119522675
- International Standard Name Identifier: 0000 0001 1032 2730
- Library of Congress Control Number: n80067107
- Nationale Bibliotheek van Letland: 000023658
- Bibliotheek van het Japanse parlement: 00448536
- Nationale Bibliotheek van Tsjechië: xx0064579
- Nationale Bibliotheek van Israël: 987007391984305171
- Nationale Bibliotheek van Polen: a0000002076617
- Nederlandse Thesaurus van Auteursnamen: 069467498
- Istituto Centrale per il Catalogo Unico: CFIV109166
- Système universitaire de documentation: 027001946
- Museum of New Zealand Te Papa Tongarewa: 63834
- Trove: 1248036
- Virtual International Authority File: 108802576
- WorldCat: E39PBJfRyjQBrhfCp4cKjhcdcP